# Pouillon, Landes
Pouillon är en kommun i departementet Landes i regionen Nouvelle-Aquitaine i sydvästra Frankrike. Kommunen ligger i kantonen Pouillon som tillhör arrondissementet Dax. År 2022 hade Pouillon 3 151 invånare.

## Befolkningsutveckling
Antalet invånare i kommunen Pouillon
Referens:INSEE